# Aliceville
Aliceville es una ciudad del Condado de Pickens, Alabama, Estados Unidos. En el censo de 2000 la población era de 2567. Según la estimaciones de 2005 de la Oficina del Censo de los Estados Unidos, la ciudad tenía una población de 2.465.

## Geografía
Aliceville está situada en 33°7′35″N 88°9′16″O / 33.12639, -88.15444 (33.126276, -88.154427).
Según la Oficina del Censo de los EE. UU., la ciudad tiene un área total de 4,5 millas cuadradas (11,7 km ²), toda de tierra.

## Notables residentes
- Walter Jones
- Simmie Knox
- 'Bull' 'Cyclone' Sullivan